# سمتشنو
سمتشنو (به لاتین: Smečno) یک منطقهٔ مسکونی در جمهوری چک است که در شهرستان کلادنو واقع شده‌است. سمتشنو ۱٬۸۹۶ نفر جمعیت دارد.